# Cessna 404 Titan II
Cessna 404 Titan är ett tvåmotorigt flygplan från Cessna i helmetallkonstruktion försett med ett landställ av noshulstyp. Maskinen används i svenska flygvapnet under beteckningen Tp 87 och i USA:s flotta som C-28.

## Varianter av Cessna 404
- Titan Ambassador - Passagerarflygplan med tio platser.
- Titan Ambassador II - En Ambassador med fabriksanpassad avionik.
- Titan Ambassador III - En vidareutveckling av Ambassador-konceptet.
- Titan Courier - Anpassningsbar version mellan passagerar/lastversion (cargo).
- Titan Courier II - En Courier med fabriksanpassad avionik.
- Titan Freighter - Lastversion (Cargo).
- Titan Freighter II - Fraktflygplan med fabriksanpassad avionik.

## Användning i Sverige
Mellan åren 1982 och 1989 ingick Cessna 404 i Svenska flygvapnet som ett transport- och spaningsflygplan och benämndes Tp 87.

### Flygplanindivider i Flygvapnet

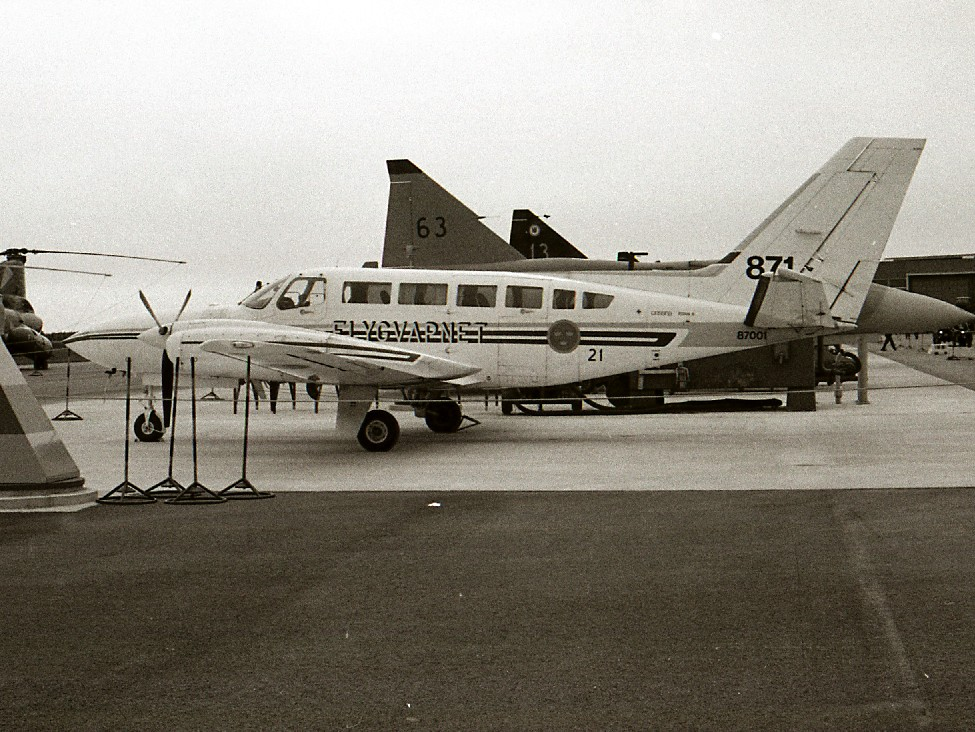
87001 på F 4 Frösön.

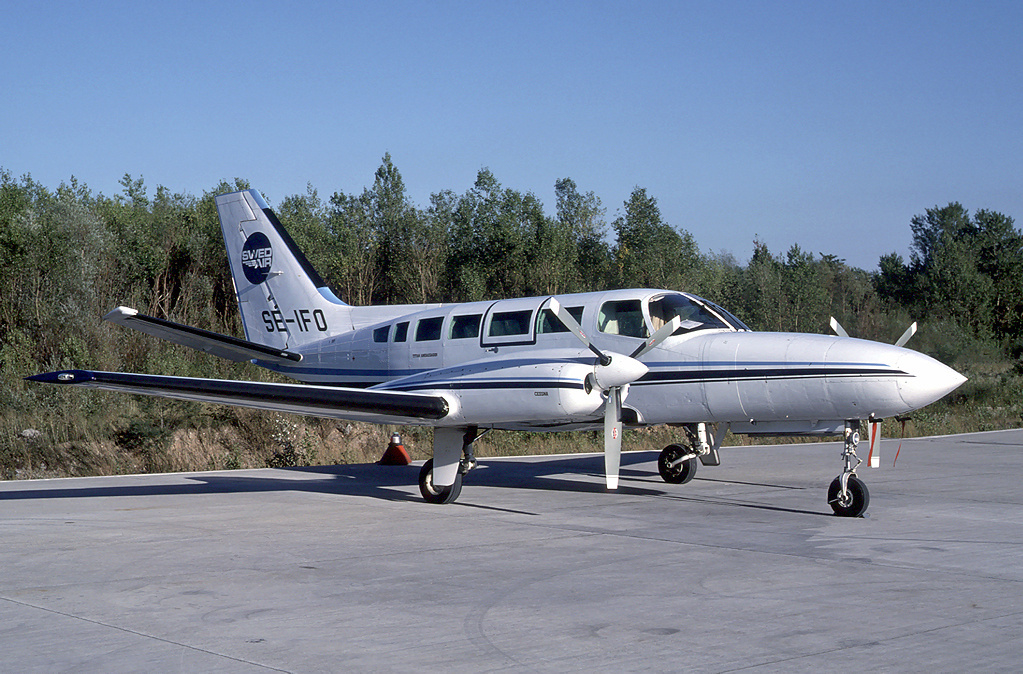
Swedair Cessna 404 Titan på Basel-Mulhouse flygplats

- 87001. För att lösa transportbehovet inom flygvapnet hyrdes 1982 en Cessna 404, SE-GZG, (c/n 404-0033]) av Swedair. Den fick flygvapennummer 87001. Flygplanet målades med texten "Flygvapnet" på kroppsidan och placerades först på F 18 Tullinge, och senare på F 21 Luleå. Efter att denna Tp 87 tagits ur tjänst i februari 1989 såldes flygplanet vidare av Swedair till Airborn of Sweden AB i Sveg. De sålde den i augusti 1994 vidare till Finland, där den fick registreringen OH-CZG. Senare såldes den vidare till Island, först som TF-GTX, och senare som TF-JVG.
- 87002. Under 1980-talet drabbades Sverige av många misstänkta ubåtsintrång. För att utöka spaningen hyrdes 1983 ytterligare en Cessna 404, SE-GZA, (fd N3985C, c/n 404-0020) av Swedair. Den fick flygvapennummer 87002. Flygplanet, som märktes med texten "Marinen", försågs med radar och en sidriktad flygburen radar (SLAR) samt en IR-skanner (VKA 702). Flygplanet var baserat på F 16 Uppsala och opererades av piloter från Flygvapnet, medan ubåtsjaktutrustningen sköttes av svenska Marinen. Flygplanet användes under sommaren 1983 på spaning efter de förmodade utländska ubåtarna. Flygplanet blev senare ommärkt med texten "Flygvapnet". Efter att denna Tp 87 tagits ur tjänst i maj 1989 såldes flygplanet vidare av Swedair i juni samma år till Belgien. Där fick den registreringen OO-GIS. Sedan 1994 flyger den i Tyskland som D-IARC.
- 87003. 1984 hyrdes en tredje Cessna 404, SE-GMH (c/n 404-0012). Den fick flygvapennummer 87003, och användes för transport och havsövervakning. Det flygplanet målades med texten "Flygvapnet" på kroppsidan och placerades på F 17 Kallinge. Efter att denna Tp 87 tagits ur tjänst i februari 1989 såldes flygplanet vidare av Swedair i mars samma år till England.